# Megachile suffusipennis
Megachile suffusipennis är en biart som beskrevs av Cockerell 1906. Megachile suffusipennis ingår i släktet tapetserarbin, och familjen buksamlarbin. Inga underarter finns listade i Catalogue of Life.